# 李元實 (萬曆進士)
李元實（1547年—？），字士貞，號孚宇，湖廣荊州府監利縣人，軍籍，明朝政治人物。同進士出身。

## 生平
隆庆元年（1567年）丁卯科湖廣鄉試八十九名，萬曆十四年（1586年）丙戌科會試四十七名，登二甲第四十六名進士。都察院观政，十六年六月授户部主事，二十年升本司员外郎，七月升本司郎中，丁憂歸。二十三年補原职，二十四年升鳳陽府知府，二十七年五月升福建副使，三十一年四月升河南右参政。

## 家族
曾祖李個，贈奉政大夫工部都水司郎中；祖父李夢祥，嘉靖乙未進士、思南知府；父李桃，嘉靖乙卯舉人。母張氏。慈侍下。弟李嘉實。子李逢時，字明叔，号余庵，萬曆十九年辛卯举人。